# Nemoria rectilinea
Nemoria rectilinea là một loài bướm đêm trong họ Geometridae.